# Pinole (Kalifornia)
Pinole – miasto w Stanach Zjednoczonych, w stanie Kalifornia, w zachodniej części hrabstwa Contra Costa. Według spisu ludności z roku 2010, w Pinole mieszka 18 418 mieszkańców.